# Valgamaa
Prowincja Valga (est. Valga maakond) – jedna z 15 prowincji w Estonii, znajdująca się w południowej części kraju.
Estończycy stanowią 82,7% populacji prowincji, Rosjanie 12,5%, Ukraińcy 1,5%, pozostałe 3,3% stanowią głównie Finowie, Białorusini i Łotysze.

## Podział administracyjny
Prowincja jest podzielona na 3 gminy:
Gminy wiejskie:
1. Otepää
2. Tõrva
3. Valga

Wcześniej, przed reformą administracyjną z 2017 roku, była podzielona na 13 gmin:
- Miejskie: Tõrva, Valga
- Wiejskie: Helme, Hummuli, Karula, Otepää, Palupera, Puka, Põdrala, Sangaste, Taheva, Tõlliste, Õru

## Galeria

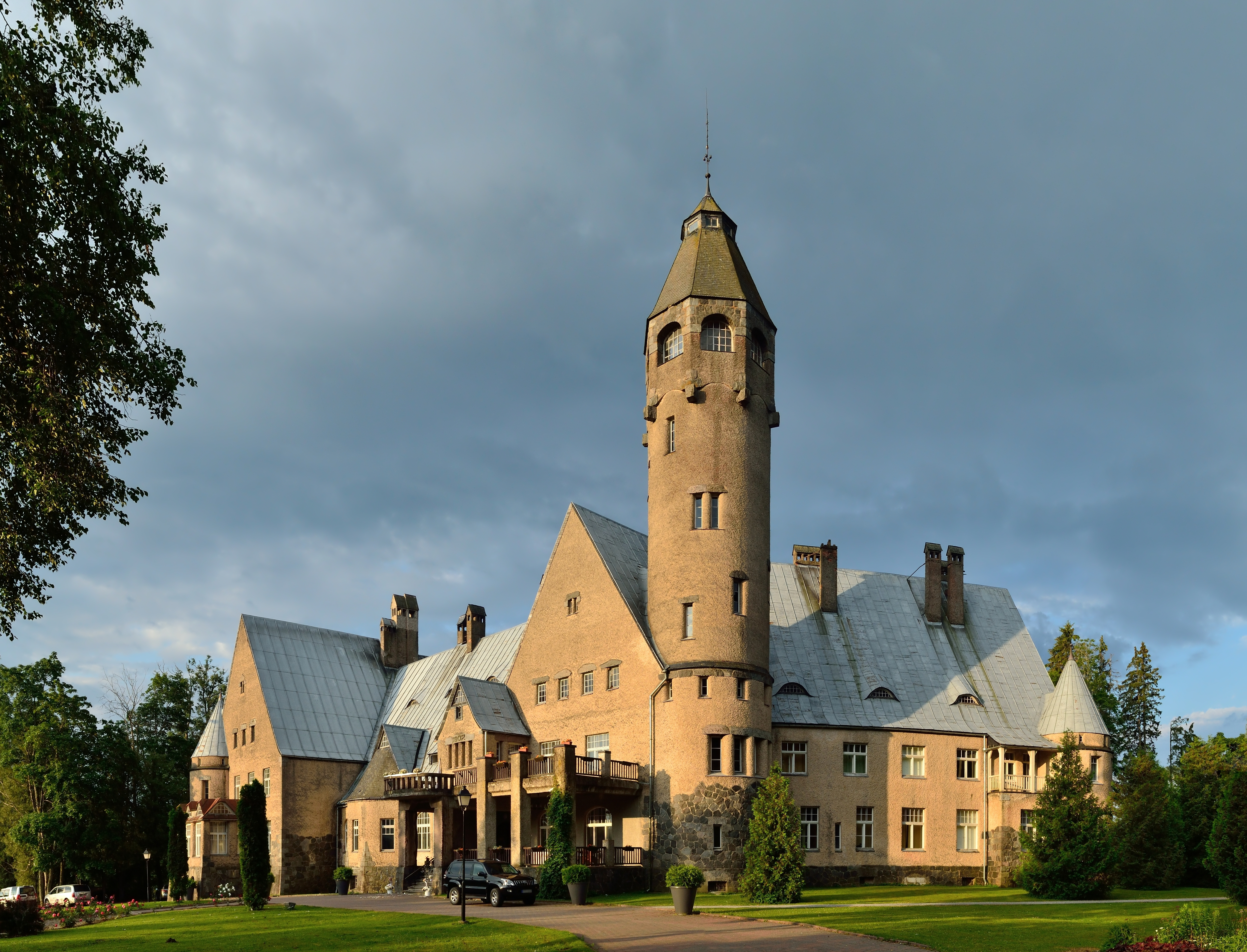
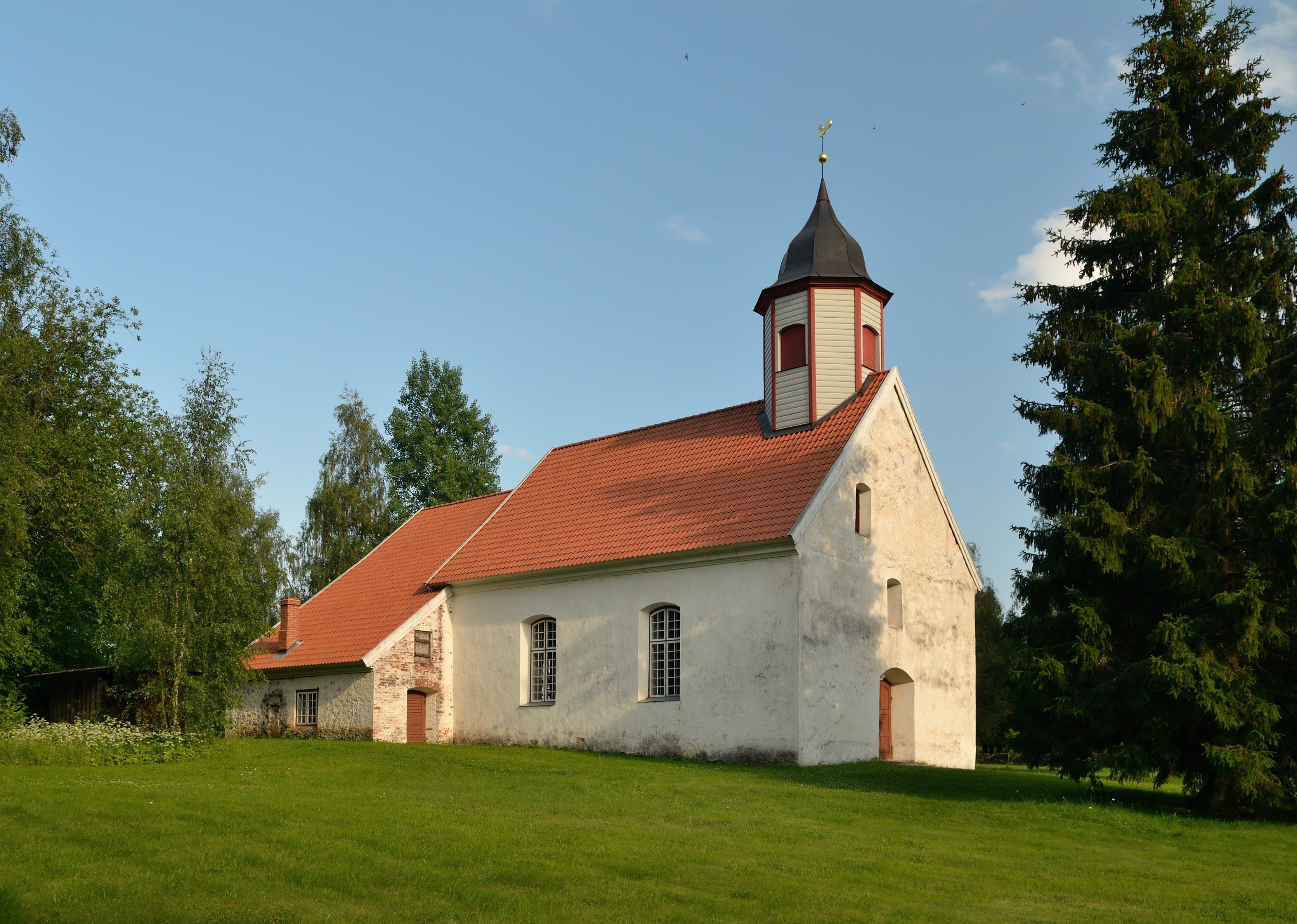
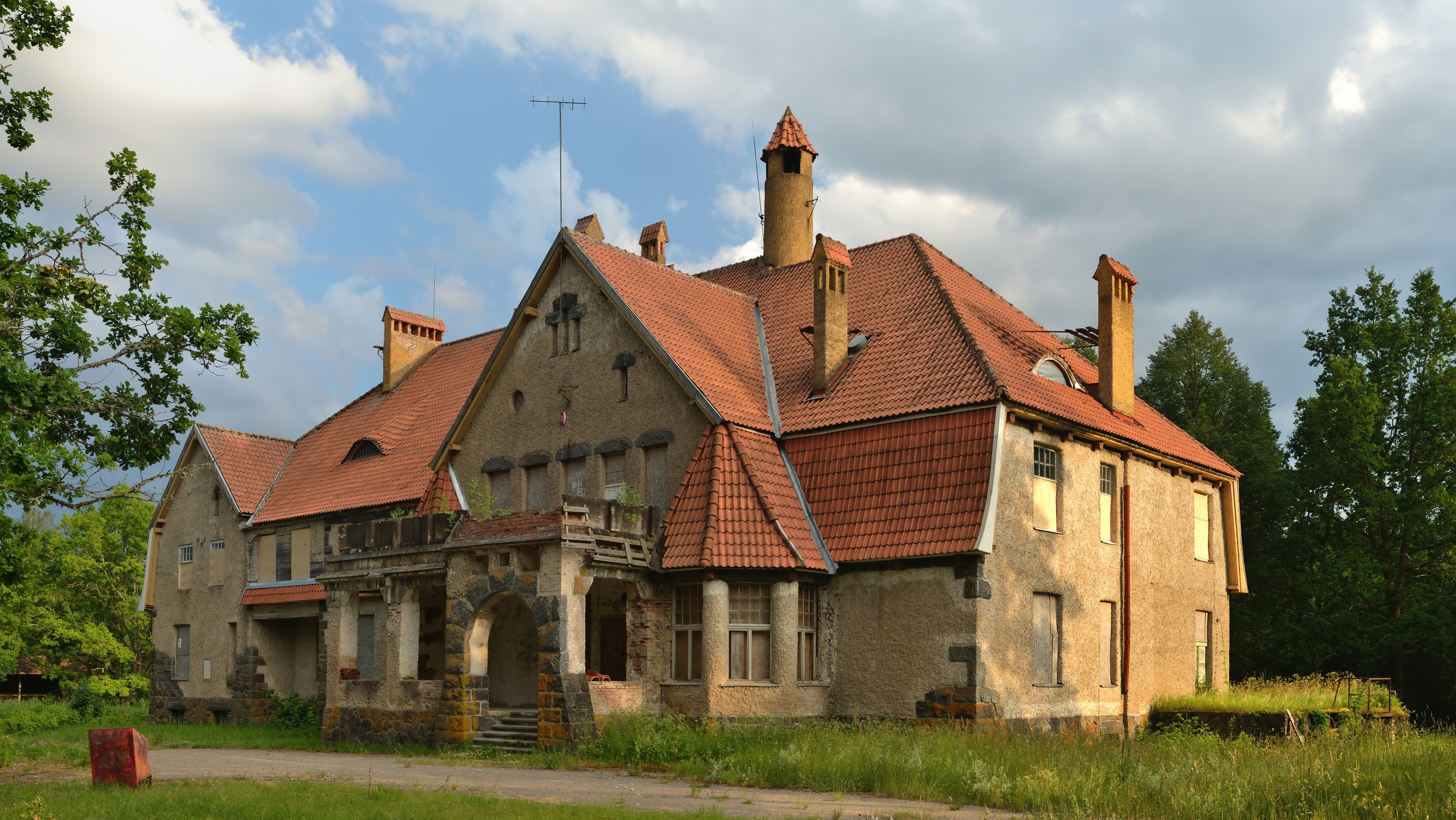
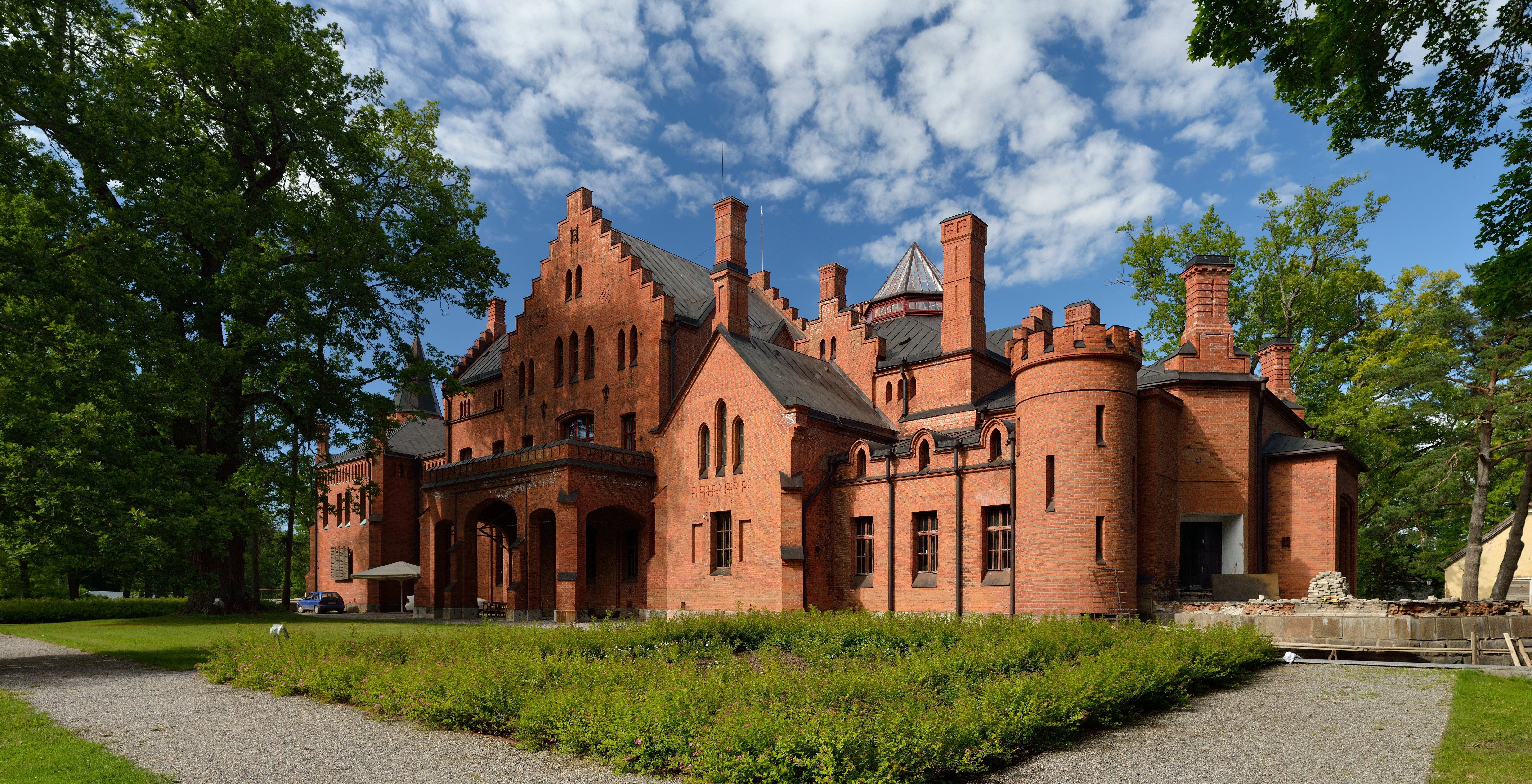